# Matija Almaši
Matija Almaši (16 settembre 1994) è un giocatore di football americano serbo, che gioca nel ruolo di runningback per i Kragujevac Wild Boars.